# Чинто
Чинто (фр. Monte Cinto) — горная вершина во Франции.
Самая высокая гора на острове Корсика. Высота — 2706 м.
В окрестностях горы находятся достаточно популярные пешеходные туристические маршруты и несколько высокогорных ледниковых озер, в частности Алтор.